# مسابقة الأغنية الأوروبية 1996
مسابقة الأغنية الأوروبية 1996 هي النسخة ال41 من مسابقة الأغنية الأوروبية، أقيمت في 18 مايو 1996 في مدينة أوسلو، النرويج، شارك في المسابقة 23 دولة وحصلت أيرلندا على المركز الأول بأغنية the voice للمغنية إيمير كوين.

## روابط خارجية
- الموقع الرسمي